# Apajune, der Wassermann
Apajune, der Wassermann är en operett i tre akter med musik av Carl Millöcker och libretto av F. Zell och Richard Genée.

## Historia
Operetten hade premiär den 18 december 1880 på Theater an der Wien i Wien. Den hyllades av kritikerna och spelades 50 gånger innan den lades ner. Inte förrän 1904 sattes den upp på nytt i Wien, denna gång på Carltheater och med Mizzi Günther och Louis Treumann (som året därpå skulle bli kärleksparet framför andra i Franz Lehárs dundersuccé Glada änkan) i huvudrollerna. Apajune spelades i New York 1882.